# Kummer-Theorie
Im mathematischen Teilgebiet der Körpertheorie beschreibt die Kummer-Theorie bestimmte Körpererweiterungen, die man durch Adjunktion {\displaystyle n}-ter Wurzeln von Elementen des Grundkörpers erhält. Ursprünglich wurde die Theorie von Ernst Eduard Kummer bei seiner Beschäftigung mit der fermatschen Vermutung in den 1840er-Jahren entwickelt.
Die Hauptaussagen der Theorie hängen nicht vom speziellen Grundkörper ab, nur darf dessen Charakteristik kein Teiler von {\displaystyle n} sein. Eine grundlegende Rolle spielt die Kummer-Theorie in der Klassenkörpertheorie, allgemein ist sie zum Verständnis abelscher Erweiterungen wichtig; sie besagt, dass zyklische Erweiterungen durch Wurzelziehen gewonnen werden können, sofern der Grundkörper genügend Einheitswurzeln enthält.

## Kummererweiterungen

### Definition
Sei {\displaystyle n>1} eine natürliche Zahl. Eine Kummer-Erweiterung ist eine Körpererweiterung {\displaystyle L/K}, für die gilt:
- {\displaystyle K} enthält {\displaystyle n} verschiedene {\displaystyle n}-te Einheitswurzeln, also die Nullstellen des Polynoms {\displaystyle X^{n}-1}.
- {\displaystyle L/K} hat eine abelsche Galoisgruppe vom Exponenten {\displaystyle n}. Letzteres bedeutet, dass für alle Elemente {\displaystyle \sigma } der Galoisgruppe {\displaystyle \sigma ^{n}=\operatorname {Id} } gilt und {\displaystyle n} minimal mit dieser Eigenschaft ist.

### Beispiele
- Ist {\displaystyle n=2}, so ist die erste Bedingung immer erfüllt, falls {\displaystyle K} nicht die Charakteristik 2 hat, die beiden Einheitswurzeln sind 1 und −1. Kummer-Erweiterungen sind in diesem Fall zunächst quadratische Erweiterungen {\displaystyle L=K({\sqrt {a}})}, wobei {\displaystyle a} ein nichtquadratisches Element von {\displaystyle K} ist. Die Lösungsformel für quadratische Gleichungen zeigt, dass jede Erweiterung vom Grad 2 diese Gestalt besitzt. Ebenfalls Kummer-Erweiterungen für {\displaystyle n=2} sind biquadratische (durch Adjunktion zweier Quadratwurzeln) und allgemeiner multiquatratische (durch Adjunktion mehrerer Quadratwurzeln) Erweiterungen. Hat {\displaystyle K} die Charakteristik 2, gibt es keine Kummer-Erweiterungen, da in Charakteristik 2 die Gleichung {\displaystyle -1=1} gilt, es also keine zwei verschiedenen Einheitswurzeln gibt.

- Für {\displaystyle n=3} gibt es keine Kummer-Erweiterungen der rationalen Zahlen {\displaystyle \mathbb {Q} }, da nicht alle drei dritten Einheitswurzeln rational sind. Sei {\displaystyle a} eine beliebige rationale Zahl, die keine dritte Potenz ist, und {\displaystyle L} der Zerfällungskörper von {\displaystyle X^{3}-a} über {\displaystyle \mathbb {Q} }. Sind {\displaystyle \alpha } und {\displaystyle \beta } Nullstellen dieses kubischen Polynoms, so gilt {\displaystyle (\alpha /\beta )^{3}=\alpha ^{3}/\beta ^{3}=a/a=1}. Da das kubische Polynom ferner separabel ist, hat es drei verschiedene Nullstellen. Damit liegen auch die beiden nichttrivialen dritten Einheitswurzeln, nämlich {\displaystyle \alpha /\beta } und {\displaystyle \beta /\alpha }, in {\displaystyle L}, sodass {\displaystyle L} einen Unterkörper {\displaystyle K} besitzt, der die drei Einheitswurzeln enthält. Dann ist {\displaystyle L/K} eine Kummer-Erweiterung.

- Enthält {\displaystyle K} allgemeiner {\displaystyle n} verschiedene {\displaystyle n}-te Einheitswurzeln, woraus bereits folgt, dass die Charakteristik von {\displaystyle K} kein Teiler von {\displaystyle n} ist, so erhält man durch Adjunktion einer {\displaystyle n}-ten Wurzel eines Elements {\displaystyle a} von {\displaystyle K} zum Körper {\displaystyle K} eine Kummer-Erweiterung. Ihr Grad {\displaystyle m} ist dabei ein Teiler von {\displaystyle n}. Als Zerfällungskörper des Polynoms {\displaystyle X^{n}-a} ist die Kummer-Erweiterung automatisch galoissch mit zyklischer Galoisgruppe der Ordnung {\displaystyle m}.

## Kummer-Theorie
Die Kummer-Theorie macht Aussagen der umgekehrten Richtung. Ist {\displaystyle K} ein Körper, der {\displaystyle n} verschiedene {\displaystyle n}-te Einheitswurzeln enthält, so besagt sie, dass jede zyklische Erweiterung von {\displaystyle K} vom Grad {\displaystyle n} durch das Ziehen einer {\displaystyle n}-ten Wurzel gewonnen werden kann. Bezeichnet man mit {\displaystyle K^{\times }} die multiplikative Gruppe der von Null verschiedenen Elemente des Körpers {\displaystyle K}, so stehen die zyklischen Erweiterungen von {\displaystyle K} vom Grad {\displaystyle n}, die in einem fest gewählten algebraischen Abschluss liegen, in Bijektion mit den zyklischen Untergruppen von {\displaystyle K^{\times }/(K^{\times })^{n}}, also der Faktorgruppe von {\displaystyle K^{\times }} nach den {\displaystyle n}-ten Potenzen.
Die Bijektion kann explizit angegeben werden: Einer zyklischen Untergruppe {\displaystyle \Delta \subseteq K^{\times }/(K^{\times })^{n}} wird die Erweiterung {\displaystyle K(\Delta ^{1/n})} zugeordnet, die durch Adjunktion aller {\displaystyle n}-ten Wurzeln von Elementen aus {\displaystyle \Delta } zu {\displaystyle K} entsteht.
Umgekehrt ordnet man der Kummererweiterung {\displaystyle L/K} die Untergruppe {\displaystyle \Delta =K^{\times }\cap (L^{\times })^{n}} zu.
Ordnet diese Bijektion die Gruppe {\displaystyle \Delta } und die Körpererweiterung {\displaystyle L/K} einander zu, so gibt es einen Isomorphismus {\displaystyle \Delta \cong \operatorname {Hom} (\operatorname {Gal} (L/K),\mu _{n})}, der gegeben ist durch {\displaystyle a\mapsto (\sigma \mapsto {\tfrac {\sigma (\alpha )}{\alpha }})}. Dabei steht {\displaystyle \mu _{n}} für die Gruppe der {\displaystyle n}-ten Einheitswurzeln und {\displaystyle \alpha } für eine beliebige {\displaystyle n}-te Wurzel von {\displaystyle a\in \Delta }.

## Verallgemeinerungen
Die oben angegebene Korrespondenz setzt sich fort zu einer Bijektion zwischen Untergruppen {\displaystyle \Delta \subseteq K^{\times }/(K^{\times })^{n}} und abelschen Erweiterungen vom Exponenten {\displaystyle n}. Diese allgemeine Fassung wurde erstmals von Ernst Witt angegeben.
In Charakteristik {\displaystyle p>0} gibt es eine analoge Theorie für zyklische Erweiterungen vom Grad {\displaystyle p}, die Artin-Schreier-Theorie. Eine Verallgemeinerung für abelsche Erweiterungen vom Exponenten {\displaystyle p^{n}} stammt ebenfalls von Witt. Sie verwendet die in derselben Arbeit eingeführten Wittvektoren.